# The Eagle Has Landed (álbum)
The Eagle Has Landed es el primer álbum en vivo de la banda británica de heavy metal Saxon, publicado en 1982 por Carrere Records. Su grabación se llevó a cabo durante los años 1981 y 1982, en distintas ciudades de Europa. De acuerdo con la revista Melody Maker se considera como uno de los mejores discos en vivo de la década de los ochenta. Tras su lanzamiento obtuvo el quinto puesto en la lista UK Albums Chart, permaneciendo en ella diecinueve semanas consecutivas. Además, en el mismo año fue certificado con disco de plata en el Reino Unido, tras superar las 60 000 copias vendidas.
En 2006 el sello EMI Music lo remasterizó con seis pistas adicionales en vivo, grabadas entre 1981 y 1982 en el recinto Hammersmith Odeon de Londres.

## Lista de canciones
Todas las canciones escritas por la banda Saxon:

| N.º | Título                         | Duración |  |
| 1.  | «Motorcycle Man»               | 4:21     |  |
| 2.  | «747 (Strangers in the Night)» | 4:37     |  |
| 3.  | «Princess of the Night»        | 4:22     |  |
| 4.  | «Strong Arm of the Law»        | 4:38     |  |
| 5.  | «Heavy Metal Thunder»          | 4:19     |  |
| 6.  | «20,000 Ft»                    | 3:18     |  |
| 7.  | «Wheels of Steel»              | 8:51     |  |
| 8.  | «Never Surrender»              | 3:56     |  |
| 9.  | «Fire in the Sky»              | 2:39     |  |
| 10. | «Machine Gun»                  | 3:48     |  |

| Pistas adicionales en remasterización de 2006 |                           |          |  |
| N.º                                           | Título                    | Duración |  |
| 11.                                           | «And the Bands Played On» | 3:05     |  |
| 12.                                           | «See the Light Shining»   | 5:25     |  |
| 13.                                           | «Frozen Rainbow»          | 6:03     |  |
| 14.                                           | «Midnight Rider»          | 5:21     |  |
| 15.                                           | «Dallas 1PM»              | 6:14     |  |
| 16.                                           | «Hungry Years»            | 5:52     |  |

## Miembros
- Biff Byford: voz
- Graham Oliver: guitarra eléctrica
- Paul Quinn: guitarra eléctrica
- Steve Dawson: bajo
- Nigel Glockler: batería